# Burn in hell
Burn in Hell er en sang af det britiske heavy metal band Judas Priest, som blev udgivet i 1997 som den introducerende single fra deres 13. album Jugulator. Der blev produceret en musikvideo i forbindelse med udgivelsen.

## Musikere
- Tim "Ripper" Owens – Vokal
- K.K. Downing – Guitar
- Glenn Tipton – Guitar
- Ian Hill – Bas
- Scott Travis – Trommer